# Ключники
Ключники —  село в Україні, у Черкаському районі Черкаської області, підпорядковане Степанецькій сільській громаді. Населення становить 62 осіб.

## Історія
Ключники одне із багатьох сіл, яке із кінця 18 століття належало польському князю Станіславу Понятовському, володіння якого тяглися на сотні кілометрів навкруги. Він у 1780 році викупив Ключники у брацлавського земського судді Леонарда Святковського. На 1790 рік разом із сусідньою Поташнею, тут мешкало 618 жителів.